# 莫敬完
莫敬完（越南语：／，？—1661年），一名莫敬耀，17世纪初期越南高平莫氏政权的君主，隆泰帝莫敬宽之子，1638年至1661年在位，年号顺德。

## 生平

### 统治
莫敬完，隆泰帝莫敬宽之子。1638年正月，莫敬宽去世，莫敬完即位，年号顺德。
同年三月，郑主郑梉趁着高平新丧之际，借口莫敬完反叛，决心大举征讨高平。由于前军属将夏郡公被莫军俘虏、林郡公当阵退怯，导致郑军失利，郑梉被迫班师。莫军趁势反击，郑梉于十一月命邓世材镇守凤眼、陆岸一带。十二月，郑梉再命长子郑桥率兵征讨高平。郑桥击溃莫军，进入高平，分兵掠夺归顺、上琅、下琅等州。莫军藏匿在山林之中，郑桥驻留十日后，未有所获得，只得班师。
1639年六月，郑梉试图联合明朝广西的馗毒县营、湖润司、安平、归顺、下雷、向武诸州一统围剿高平。十月，郑梉亲征高平，郑军取道谅山城，进驻北稔，分遣邓世材攻取沱阳、华表等地。十二月，郑梉班师。郑军退后，莫敬完重新占据高平。
1640年，郑主将注意力转移到南方，着力征讨阮福澜，深陷南征泥沼之中，无暇顾及高平。莫敬完趁机于1643年五月攻掠太原的西件，但是被留守京师的郑桾派兵击退。郑梉得知消息后，被迫从乂安退兵还京。
1644年十二月，郑梉命郑柞等人率军征讨高平。郑军设伏斩杀莫裨將一人，获胜后便退兵。
1646年，龙州土官赵有湮为赵有涛所杀，赵有湮之子赵有启向后黎朝求援。郑梉派遣郑棣由太原，征讨高平，擒获了赵有涛及家属后班师。又于郑主与阮主战争再起，郑主停止了高平之役。与此同时，清军入关，逐渐统一内地。南明朝廷需要获得后黎朝的帮助，因此这一时期的黎莫关系相对平稳。
1659年八月，清军在广西边境击溃了南明与莫氏联军。九月，莫敬完向清军投诚，交出了南明宗室德阳王。

### 去世
在与清廷的交涉过程中，莫敬完改名为“莫敬耀”，自称“安南都统使”。至1661年五月，清廷决议改授莫敬耀为归化将军。然而，莫敬耀未受封便去世，其子莫敬宇嗣位。

## 家属
莫敬完生有三子
- 莫敬宇，一名莫元清、莫敬晎
- 莫敬晋
- 莫敬晃